# 813 هـ
813 هـ هي سنة في التقويم الهجري امتدت مقابلةً في التقويم الميلادي بين سنتي 1410 و1411.

## مواليد
- أحمد الكوراني
- ابن تغري
- عبد الوهاب بن عربشاه

## وفيات
- رجب البرسي